# Vicent Ventura
Vicent Ventura i Beltran (Castellón de la Plana, 26 de abril de 1924 - Valencia, 25 de diciembre de 1998) fue un político y periodista español. 

## Biografía
En 1962 fue uno de los fundadores del Partido Socialista del País Valenciano (PSPV). Participa en el IV Congreso del Movimiento Europeo, celebrado en Múnich. De retorno del Congreso, las autoridades españolas le impiden la entrada, por lo cual establece su residencia en París. 
En 1964 consigue volver a Valencia, pero fue confinado en Denia durante medio año. Esto no le impide continuar su trabajo en el seno del partido y en las pocas iniciativas antifranquistas que se podían realizar en aquel tiempo. 
Más tarde funda la agencia de publicidad Publipress. A partir de 1966 empieza a hacer colaboraciones con la prensa valenciana (Levante), barcelonesa (La Vanguardia) y madrileña (Madrid, Informaciones). También colabora con Valencia-fruits, Avui y Serra d'Or. 
Fue una de las primeras voces de la izquierda nacionalista en defender la integración de la entonces nueva Comunidad Económica Europea (CEE). Después de la desaparición del PSV, participa en la constitución del Partido Socialista del País Valenciano (PSPV). En 1977 publica Política per a un país, donde destacaba la necesidad de la recuperación de las señas de identidad y de la autoestima valencianas en un marco de construcción europea. 
Su protagonismo en el partido fue decreciendo cuando este se vincula al PSOE y se impusieron las líneas reformistas. En 1987 participa en la lista de la Izquierda de los Pueblos al Parlamento Europeo, si bien problemas en esta coalición (encabezada por Euskadiko Ezkerra) le impidieron ocupar el escaño por el tiempo acordado.[cita requerida]
Una comisión de personalidades integrada por representantes de las universidades de Valencia y Jaime I de Castellón; los sindicatos STEPV, CCOO, UGT y Unió de Llauradors i Ramaders, así como la UnióN de Periodistas Valencianos, otorga anualmente el Premio Vicent Ventura, que se concede a una persona o colectivo que se haya distinguido por su trayectoria cívica, democrática y de compromiso con la Comunidad Valenciana.

Sobre Vicent Ventura se ha publicado el volumen de artículos: Política per a un país, València: Eliseu Climent, 1977, col. "3i4" 34; El País Valencià, con fotografías de Francesc Jarque: Barcelona: Publicacions Abadia de Montserrat, 1978, y el libro de entrevistas por Adolf Beltran: Vicent Ventura. Converses amb un ciutadà, València: Tàndem, 1993, col. "Tàndem de la Memòria" 2.

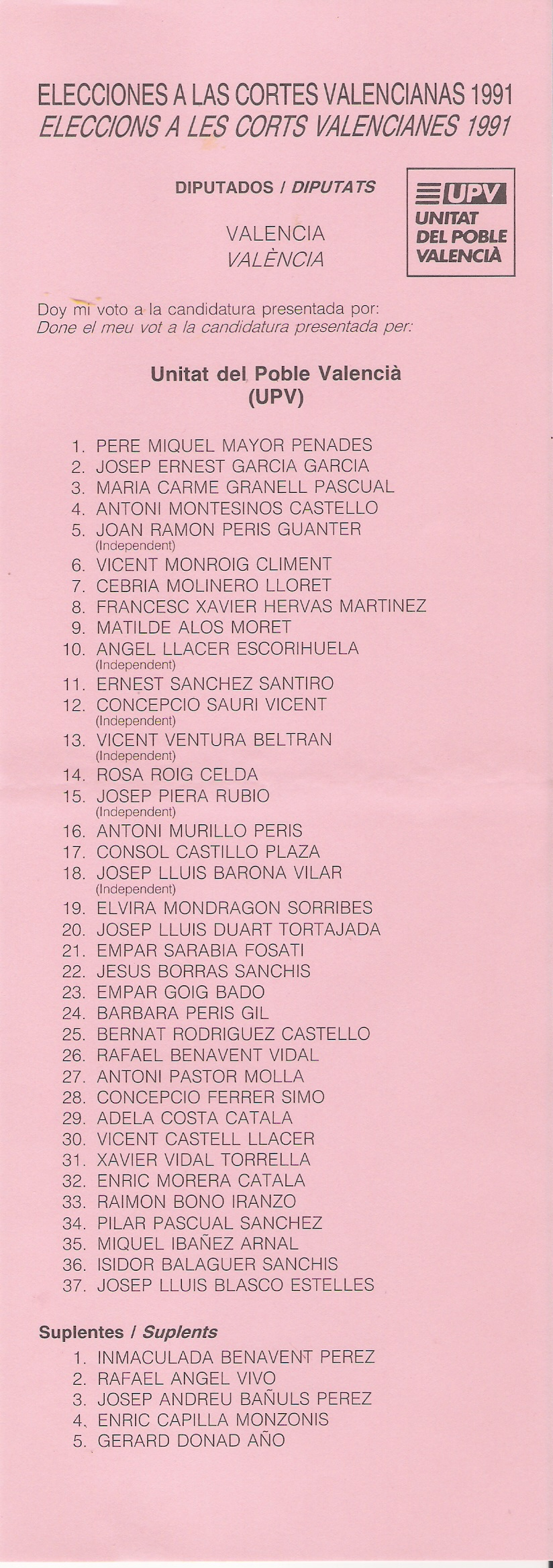
Ventura fue décimo tercero -como independiente- en la lista autonómica de la UPV por la provincia de Valencia en 1991.

## Premios
- 1990, Miquelet d'Honor por la Societat Coral el Micalet de Valencia.
- 1996, Porrot d'Honor de les LLetres Valencianes de Silla.
- 1997, Premio Cruz de San Jorge.

- Datos: Q3556917
- Multimedia: Vicent Ventura Beltrán / Q3556917